# Eikerapen
Eikerapen ist ein Ort in der südnorwegischen Provinz (Fylke) Agder. Er gehört zur Gemeinde Åseral. Bis Ende 2019 gehörte der Ort der ehemaligen Provinz Vest-Agder an, die zum 1. Januar 2020 Teil von Agder wurde.
Heute ist Eikerapen ein beliebtes Ski- und Wandergebiet. Im Ort findet alljährlich in der ersten August-Woche das Eikerapen Roots Festival mit rund 6.000 Besuchern statt.